# موقع سان خوان التاريخي الوطني
موقع سان خوان التاريخي الوطني (بالاسبانية: Sitio Histórico Nacional de San Juan). (بالإنجليزية: San Juan National Historic Site)‏ في القسم القديم من سان خوان في سان خوان، بورتوريكو، هو موقع تاريخي تديره حديقة وطنية والذي يحمي ويفسر حصون الحقبة الاستعمارية مثل كاستيلو سان فيليبي دل مورو، معقل، بيوت مسحوق، وثلاثة أرباع حائط المدينة القديم.

## الحالة
بموجب مرسوم صدر في 14 فبراير 1949 ، تم إنشاء الموقع، وأشار إلى ضرورة حماية التحصينات كآثار فضلا عن الحفاظ على قيمتها التاريخية والمعمارية. مدرجة في السجل الوطني للأماكن التاريخية في 15 أكتوبر 1966.
يوم 6 ديسمبر، 1983، الحديقة ولا فورتاليزا وقد تم تعيين معا من مواقع التراث العالمي تحت اسم «لا فورتاليزا وسان خوان الموقع التاريخي الوطني في بورتوريكو». تعتبر 12 منطقة حديقة وطنية فقط في الولايات المتحدة مواقع للتراث العالمي.

## معرض صور

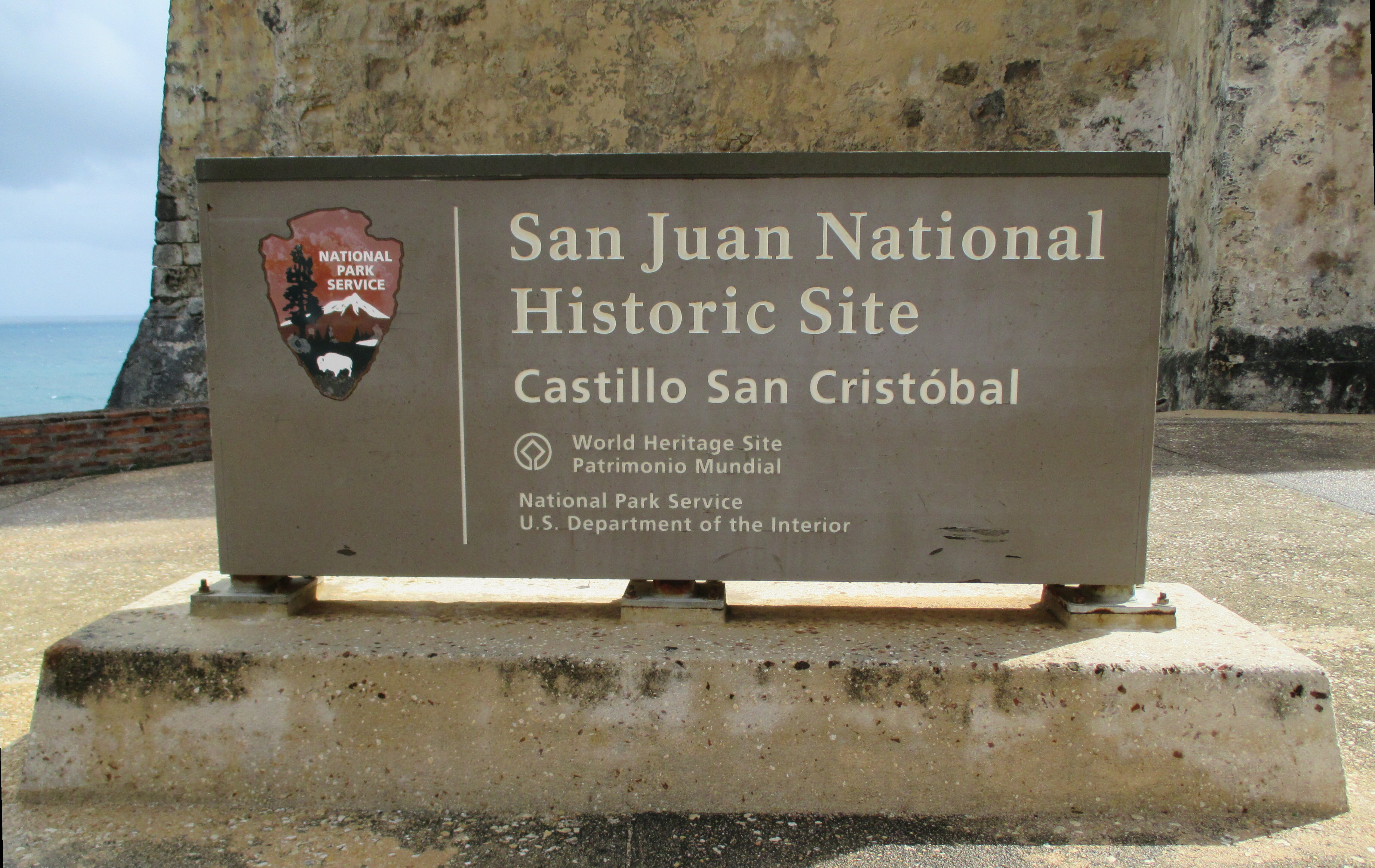
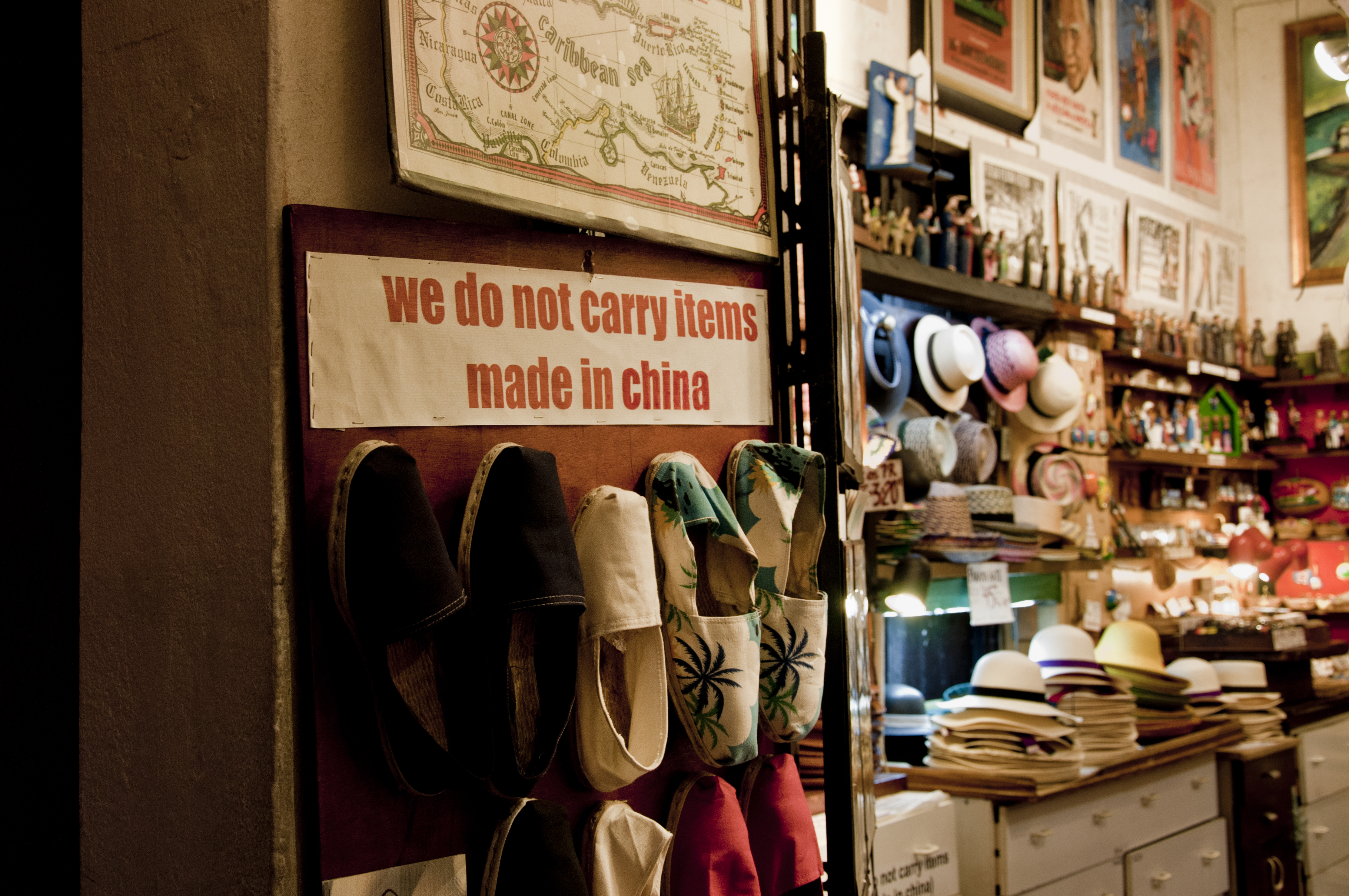
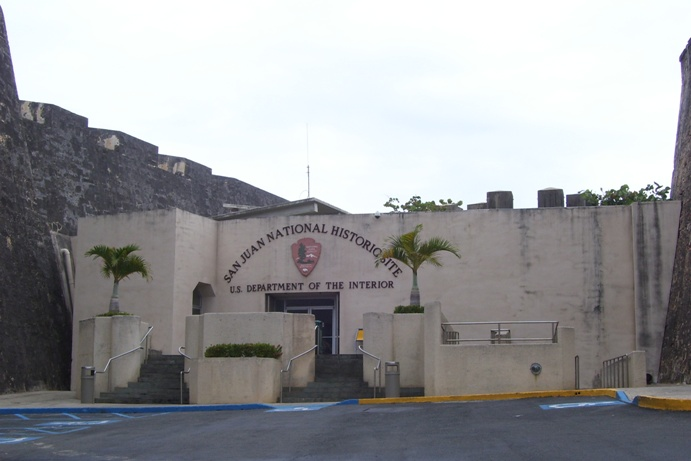